# Hans Mau (Mediziner)
Hans Mau (* 15. Januar 1921 in Kiel; † 14. Februar 2012 in Tübingen) war ein deutscher Orthopäde.

## Leben
Nach dem Abitur in Hamburg studierte Mau ab 1939 Medizin an den Universitäten Tübingen und Heidelberg. Wie zuvor schon sein Vater Carl Mau und sein Onkel trat er während seines Studiums der Tübinger Burschenschaft Derendingia bei.
Er promovierte im Jahr 1947 zum Dr. med. in Hamburg und habilitierte sich 1957 in Heidelberg. In den Jahren 1954 und 1955 ging er über ein Stipendium mit dem Fulbright-Programm in die USA.
Hans Mau arbeitete ab dem Jahr 1955 als Oberarzt in Heidelberg.
Seit 1963 war er Ordinarius für Orthopädie an der Eberhard Karls Universität in Tübingen bis zur Emeritierung im Jahr 1986. Er war Mitglied in zahlreichen Organisationen, unter anderem der Deutschen Akademie der Naturforscher (Leopoldina) und der Deutschen Gesellschaft für Orthopädie, deren Präsident er im Jahr 1975 war.
Sein zentraler Forschungsschwerpunkt war die Erforschung der Skoliose, einer Fehlbildung der Wirbelsäule. Darüber hinaus hat er den Begriff der Dysostose, eine Störung der Knochenbildung, präzise für einzelne Gelenke gefasst.